# Robin Bourne-Taylor
Robin Bourne-Taylor, angleški častnik in veslač, * 22. julij 1981.
Sodeloval je v veslanju na poletnih olimpijskih igrah leta 2004.